# Eurohotel (Lwów)
Eurohotel (dawniej "Nezałeżnos’t") – trzygwiazdkowy hotel w głównej części Lwowa przy ulicy Terszakowców 6a. 
Budynek hotelu pochodzi z początku lat 70. XX wieku, wcześniej mieścił Hotel Nezałeżnost, który zamknięto w 2005. Po trwającym dwa lata kapitalnym remoncie otworzono go w grudniu 2007 pod obecną nazwą. Jest to obiekt sześciopiętrowy, posiada 2 apartamenty premium, 4 apartamenty typu lux, 5 typu junior, 6 pokoi jednoosobowych oraz 76 standardowych pokoi dwuosobowych z pojedynczymi i podwójnymi łóżkami. Ogółem w 93 pokojach może jednocześnie nocować 185 gości. 
W hotelu znajduje się sala konferencyjna, centrum biznesowe, restauracja, bar oraz wi-fi w całym obiekcie.